# Telphusa
Telphusa is een geslacht van vlinders van de familie tastermotten (Gelechiidae).

## Soorten
- T. accensa Meyrick, 1921
- T. alexandriacella (Chambers, 1872)
- T. amphichroma Meyrick, 1913
- T. atomatma (Meyrick, 1932)
- T. barygrapta Meyrick, 1932
- T. calathaea Meyrick, 1913
- T. callitechna Meyrick, 1914
- T. cistiflorella (Constant, 1890)
- T. claustrifera Meyrick, 1935
- T. comprobata Meyrick, 1935
- T. conviciata Meyrick, 1929
- T. chloroderces Meyrick, 1929
- T. delatrix Meyrick, 1923
- T. distictella Forbes, 1931
- T. euryzeucta Meyrick, 1922
- T. fasciella Chambers, 1872
- T. fecunda Meyrick, 1928
- T. hemicycla Meyrick, 1932
- T. improvida Meyrick, 1926
- T. iosticta Meyrick, 1937
- T. iriditis Meyrick, 1920
- T. latifasciella (Chambers, 1875)
- T. longifasciella (Clemens, 1863)
- T. medulella Busck, 1914
- T. melanoleuca Walsingham, 1911
- T. melanozona Meyrick, 1913
- T. melitocyela Meyrick, 1935
- T. microsperma Meyrick, 1920
- T. modesta (Danilevsky, 1955)
- T. necromantis Meyrick, 1932
- T. nephelaspis Meyrick, 1926
- T. nephomicta Meyrick, 1932
- T. nigrifasciata Park, 1992

- T. nigrimaculata Braun, 1923
- T. obligata Busck, 1914
- T. ochlerodes Meyrick, 1926
- T. ochrifoliata Walsingham, 1911
- T. orgilopis Meyrick, 1923
- T. penetratrix Meyrick, 1931
- T. perspicua Walsingham, 1897
- T. phaulosema Meyrick, 1920
- T. pistaciae Sattler, 1982
- T. prasinoleuca Meyrick, 1921
- T. quercicola Park, 1992
- T. quinquedentata (Walsingham, 1911)
- T. resecta Meyrick, 1913
- T. retecta Meyrick, 1921
- T. ripula Walsingham, 1911
- T. sarcochroma (Walsingham, 1900)
- T. scriptella Hübner, 1803
- T. sedulitella Busck, 1909
- T. semiusta Meyrick, 1922
- T. smaragdopis Meyrick, 1926
- T. syncratopa Meyrick, 1935
- T. syndelta Meyrick, 1921
- T. tetragrapta Meyrick, 1937
- T. translucida (Walsingham, 1891)
- T. wagneriella (Rebel, 1926)
- T. xyloptera Meyrick, 1932